# Pickwell
Pickwell är en by i civil parish Somerby, i distriktet Melton, i grevskapet Leicestershire i England. Byn är belägen 8 km från Melton Mowbray. Byn nämndes i Domedagsboken (Domesday Book) år 1086, och kallades då Pichewelle.